# Barta Barri
Barta Barri (szül. Barta Barnabás) (Budapest, 1911. augusztus 16. – Madrid, 2003. december 7.) magyar származású spanyolországi színész.

## Élete
Karrierje Magyarországon indult, trapéztáncosként és táncosként lépett fel Európa szerte cirkuszokban, produkcióival ismeretséget is szerzett magának. Egy évvel a második világháború befejezését követően úgy döntött szakít a cirkusszal és Spanyolországban színésznek csapott fel. 1949-től kezdett karakterszínészként feltűnni filmekben és televíziós produkciókban. Nevét gyakran írták Barta Barry-nak is. Többször szerepelt az Almeríában forgatott spagettiwesternekben, illetve olasz, vagy egyéb olasz-spanyol kooprodukciós filmekben. Szereplő volt olyan filmekben, mint A halott cowboy nem cowboy (1969), a Frank Mannata igaz története (1969), vagy a Charles Bronsonnal és Alain Delonnal készített Vörös nap (1971) c. filmalkotásokban.
1986-ban visszavonult a filmektől és üzletemberként dolgozott tovább. A cirkuszban szerzett képzettsége révén jellegzetes mozgáskultúrával bírt, ezért idősebb korában is jó kondícióban volt az akciójelenetek forgatásánál a westernekben, vagy a bűnügyi filmekben.
1960. június 15-én feleségül vette Maria Cañetét, akitől egy gyereke született. Ismert magyar szinkronhangjai Faragó András, Kautzky József, Vajda László.